# Barrado
Barrado (tradicionalmente El Barrado) es una villa y municipio español de la provincia de Cáceres, en la comunidad autónoma de Extremadura. Dentro de la provincia, forma parte administrativamente del partido judicial de Plasencia y de la mancomunidad integral del valle del Jerte.
Su término municipal, con una extensión de 21,29 km², no se ubica geográficamente como el resto de la mancomunidad en el valle del río Jerte, sino que está separado del mismo por la sierra de San Bernabé, prolongación suroccidental de la sierra de Tormantos. La villa se ubica junto al curso alto de la garganta del Obispo, en el entorno montañoso situado al oeste de La Vera. Según los datos oficiales del INE de 2022, el municipio, cuya única entidad de población es la propia villa, tenía ese año una población de 353 habitantes.
El territorio de este municipio perteneció en la Edad Media a la tierra de Plasencia, marcándose aquí el límite de los concejos de Piornal y Gargüera. Con el tiempo, grupos de cabreros de Piornal y de nuevos pobladores procedentes del reino de León formaron aquí una pedanía piornaliega, que en el siglo XV pasó a tener su propio concejo. Adoptó estatus de villa a principios del siglo XVIII, cuando pasó a formar un señorío.
Su economía se basa principalmente en la agricultura de alta montaña, con alguna presencia de ganado vacuno y caprino y algunos establecimientos de turismo rural. Su compleja situación geográfica está haciendo que sufra un fortísimo éxodo rural, habiendo perdido casi dos tercios de la población que llegó a tener a mediados del siglo XX, cuando superaba los novecientos habitantes.

## Etimología
El topónimo Barrado parece provenir del vocablo albarrada, el cual tiene su origen del árabe hispánico y este a su vez tomó la palabra del latín parata, cuya traducción es bancal, terraza o bien pared de piedra seca, sin argamasa. El terreno sobre el que se asienta la villa tiene una pendiente muy pronunciada y está completamente rodeado de paredes de piedra que forman bancales
estrechos y pequeñas callejas, por lo que sería un topónimo descriptivo del tipo de paisaje en el que se enclava Barrado.
Por otro lado, es posible también que el origen del nombre de Barrado pueda estar en la palabra árabe barrādah, que traducida al castellano significa "refrescadora", aludiendo a la gran cantidad de bosques, fuentes, arroyos y gargantas que pueblan su término municipal y que hacen que la temperatura sea notablemente inferior a la de localidades cercanas.

## Símbolos
El escudo de Barrado se define de la siguiente forma:

Escudo medio partido y cortado. Primero, de sable, iglesia y torre, de plata, cubierta de gules. Segundo, de oro, un castaño, de sinople, fustado de sable y terrasado de sinople. Tercero, en campo de oro, tres barras, de sable. Al timbre, Corona Real cerrada.

Los símbolos que aparecen en su escudo son una referencia a la historia y la economía de esta villa. Por una parte la iglesia parroquial de la localidad aparece representada en él como monumento más característico, reconocible y destacado del municipio. El castaño que se ve en uno de los cuarteles, hace referencia por una parte a los grandes bosques de este árbol que hay en el término municipal, como gran recurso maderero, si bien hoy en día estos castañares no tienen la extensión que tuvieron en el pasado y porque hasta hace relativamente pocas décadas la castaña constituía el alimento principal de sus habitantes, por ser este un fruto de un gran aporte calórico y que se conserva durante todo el año. Finalmente el escudo es barrado en su parte inferior por tres barras en negro, que nos remiten directamente al nombre de la localidad: Barrado, puesto que en heráldica un escudo barrado es aquel sobre el que se ponen barras.

## Geografía física

### Localización
Barrado se ubica en el norte de la provincia de Cáceres, a unos 107 km de la capital provincial, Cáceres, y a unos 24 de la capital del partido, Plasencia. Se ubica en el extremo suroccidental de la sierra de Gredos, concretamente en las faldas de la sierra de San Bernabé, perteneciente a su vez a la sierra de Tormantos; esta área montañosa separa los espacios geográficos de la Vera y el valle del Jerte. El cerro en cuya ladera se ubica es popularmente conocido como el "cerro de La Vetún".
El término municipal de Barrado limita al noroeste con Casas del Castañar, al norte (solo en cuatrifinio) con Cabrero, al noreste con Piornal, al sureste con Arroyomolinos de la Vera y al suroeste con Gargüera de la Vera.

### Hidrografía
El término municipal pertenece en su totalidad a la cuenca hidrográfica del Tajo. Dentro de dicha cuenca, pertenece totalmente a la subcuenca del río Tiétar, marcando sus sierras el límite con la vecina subcuenca del río Alagón. El principal curso de agua de Barrado es la garganta del Obispo, que nace en el vecino municipio de Piornal y forma un escarpado valle que recorre el término de Barrado de noreste a suroeste, para luego llevar sus aguas a los regadíos del entorno de Valdeíñigos. La red hidrográfica de Barrado se estructura en pequeños gargantas y arroyos que forman pequeños valles, de entre los cuales destacan dos afluentes de la margen izquierda de la garganta del Obispo: el arroyo de los Caños, que fluye al sur de la villa, y el arroyo de Gargolezna, que pasa por el sur del término municipal.

### Orografía

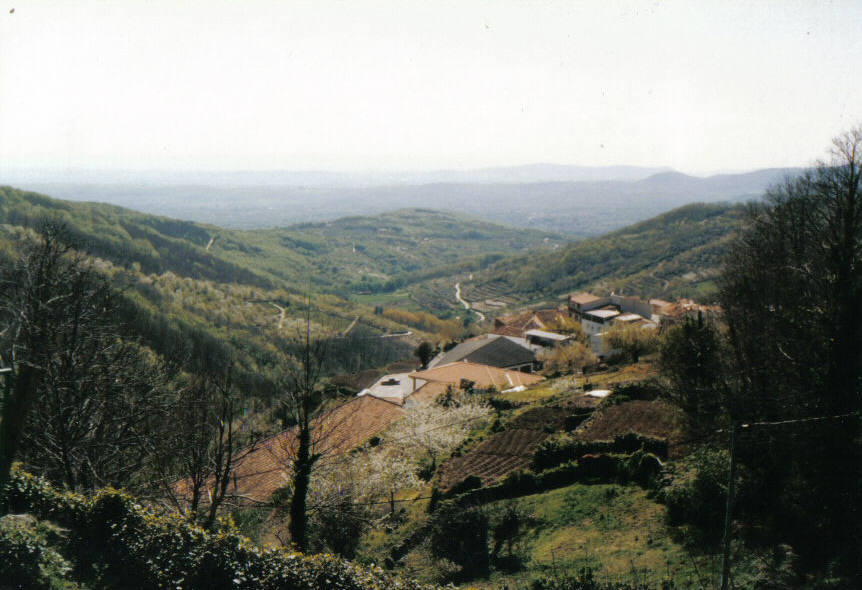
El terreno de Barrado es bastante accidentado.

Barrado se halla situado en las estribaciones de la cara sur de la sierra de Gredos, concretamente en la sierra de San Bernabé, que a su vez pertenece a la sierra de Tormantos, en la falda de la montaña conocida como cerro de La Vetún, el cual alcanza una altitud de 904 metros sobre el nivel del mar, mientras que la altitud del casco urbano varía desde los 770 metros de altitud en su punto más bajo, hasta los 830 en los más altos, lo que da una idea de la pendiente sobre la que se halla situado. La cota media del casco urbano está en los 804 metros de altitud sobre el nivel del mar.
El término municipal tiene una superficie de 21,29 km² y aparece con grandes desniveles y fuertes pendientes, que oscilan desde los 657 m s. n. m. de altitud en las proximidades de Gargüera hasta los 1115 m s. n. m. del cerro de la Porrilla y los 1113 m s. n. m. de Fuentemoral sus puntos más elevados. La pendiente va descendiendo gradualmente del norte hacia el sur, desde el límite con el término municipal de Piornal, hasta alcanzar el de Gargüera.
Las mayores elevaciones se sitúan al norte, en la sierra de Tormantos y al noroeste, en la sierra de San Bernabé que conforma la ladera oriental del Valle del Jerte.

### Clima
Dada la altitud a la que se asienta Barrado y la orografía del terreno, muy montañoso, la localidad disfruta de un clima menos cálido y más húmedo que el resto de la comunidad autónoma. Siendo de hecho, uno de los puntos más lluviosos de Extremadura. Las temperaturas son suaves con veranos frescos e inviernos no excesivamente duros. La precipitación es muy abundante y oscila entre los 800 y 1500 mm, siendo frecuentes entre los meses de octubre a mayo. La temperatura media de las mínimas varía entre los 1-3 °C en invierno y los 15-20 °C en verano.
En Barrado se instaló uno de los primeros observatorios meteorológicos de Extremadura, siendo esta estación una de las que más datos registrados posee de la región.
| Observatorio de Barrado       | Observatorio de Barrado | Observatorio de Barrado | Observatorio de Barrado | Observatorio de Barrado | Observatorio de Barrado | Observatorio de Barrado | Observatorio de Barrado | Observatorio de Barrado | Observatorio de Barrado | Observatorio de Barrado | Observatorio de Barrado | Observatorio de Barrado | Observatorio de Barrado |
| 1971-2000                     | Ene                     | Feb                     | Mar                     | Abr                     | May                     | Jun                     | Jul                     | Ago                     | Sep                     | Oct                     | Nov                     | Dic                     | Año                     |
| ----------------------------- | ----------------------- | ----------------------- | ----------------------- | ----------------------- | ----------------------- | ----------------------- | ----------------------- | ----------------------- | ----------------------- | ----------------------- | ----------------------- | ----------------------- | ----------------------- |
| Temperatura máxima media (°C) | 10                      | 11                      | 14                      | 17                      | 19                      | 25                      | 30                      | 29                      | 27                      | 20                      | 14                      | 10                      | 19                      |
| Temperatura mínima media (°C) | 2                       | 3                       | 5                       | 7                       | 9                       | 14                      | 17                      | 17                      | 14                      | 9                       | 6                       | 2                       | 9                       |
| Precipitación (mm)            | 159                     | 158                     | 160                     | 97                      | 108                     | 46                      | 10                      | 11                      | 70                      | 115                     | 161                     | 146                     | 1245                    |

## Naturaleza

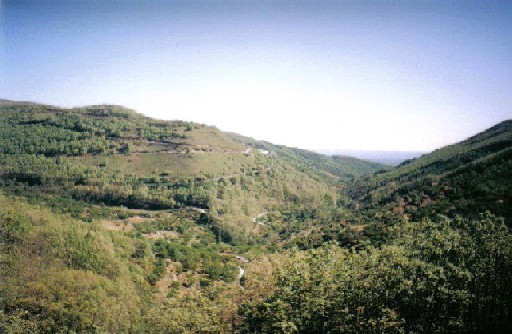
Vista del valle de la Garganta del Obispo.

### Geología
Los suelos se asientan fundamentalmente sobre granitos del Paleozoico de composición mineralógica bastante uniforme, pero de textura variada. Son, en general, de granodioritas y cuarzomonzonitas leucocratas, frecuentemente porfiroides de tonos azules cuando son frescas y con abundantes gabarros.
Los granos están constituidos por cuarzo abundante, microclina pertítica, oligoclasa-andesina, biotita y moscovita. Entre los minerales accesorios, los más frecuentes son el apatito y el circón.

### Flora

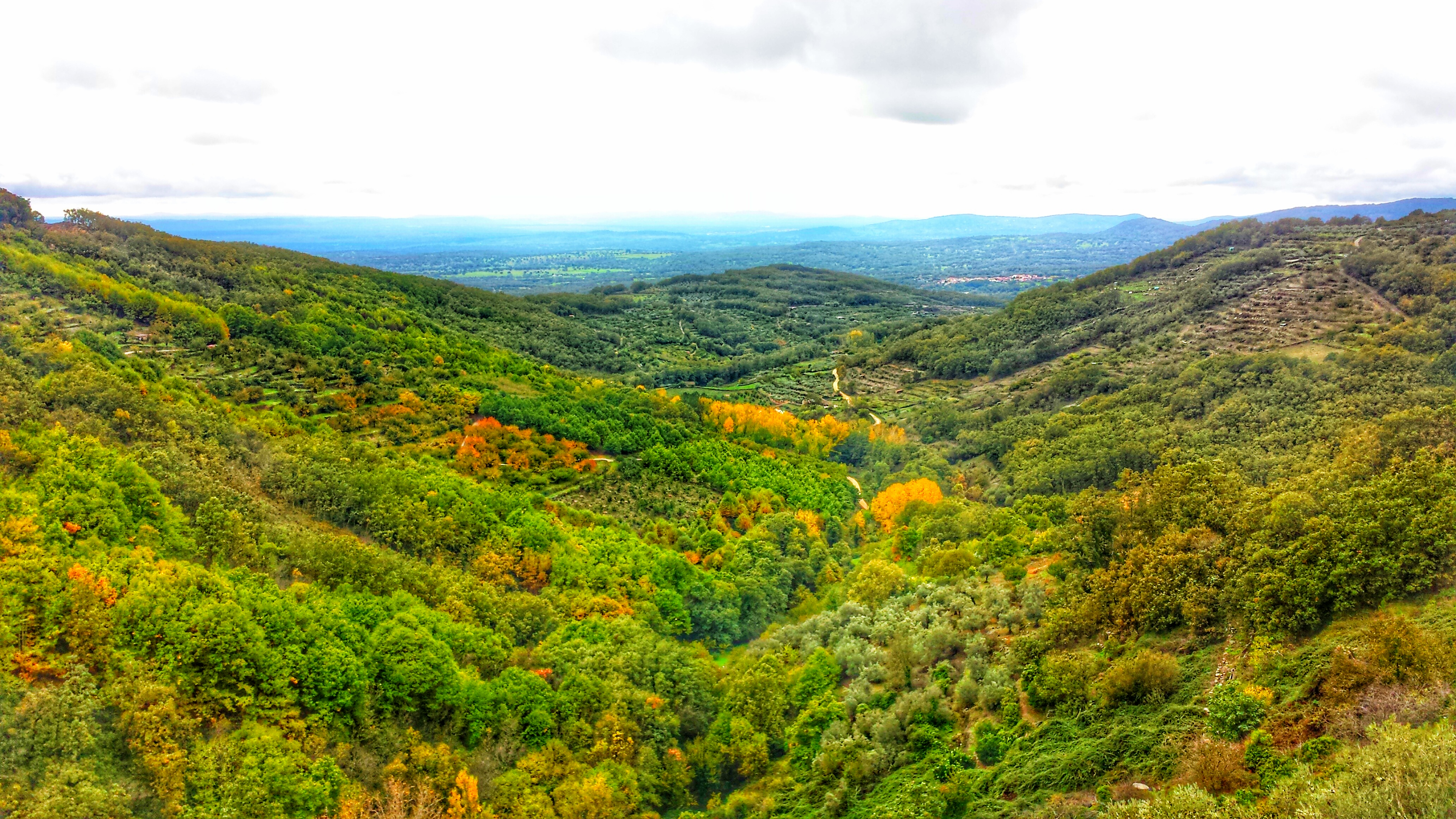
Vista desde Barrado, sobre el valle de la Garganta del Obispo, otoño de 2015. La vegetación es abundante y variada.

#### Especies arbóreas
Las especies dominantes son el roble melojo (Quercus pyrenaica), que forma espesos bosques, y el castaño (Castanea sativa), que da lugar a espesas formaciones, destinadas en su mayoría al uso maderero. Pueden encontrarse también numerosos pies de fresnos, chopos, acebos, arraclanes, sauces, madroños, enebros, pinos, almeces, higueras, majuelos, piruétanos, manzanos silvestres, saúcos, cerezos silvestres, y alisos y avellanos, estos últimos formando bosques de ribera.

#### Especies arbustivas
En cuanto al matorral está formado en su mayor parte por escobas, zarzas, jaras, cantuesos, torviscos, ruscos, esparragueras, espinos albares, genistas floridas, durillos, madreselvas, brezos, tomillos, labiérnagos, mirtos, peonías, rosas silvestres, majuelos, etc.

#### Micología
También es una zona de gran interés micológico. En la zona que rodea la localidad se pueden encontrar multitud de especies de setas, siendo las más apreciadas la Amanita Cesárea, las diversas clases de Boletus, el galipierno o parasol, el champiñón, Coprinus comatus, etc.
Se suelen hacer, de forma periódica, Jornadas Micológicas,
, seminarios e identificaciones de especies, dado el gran número de aficionados que hay al mundo de las setas.

### Fauna

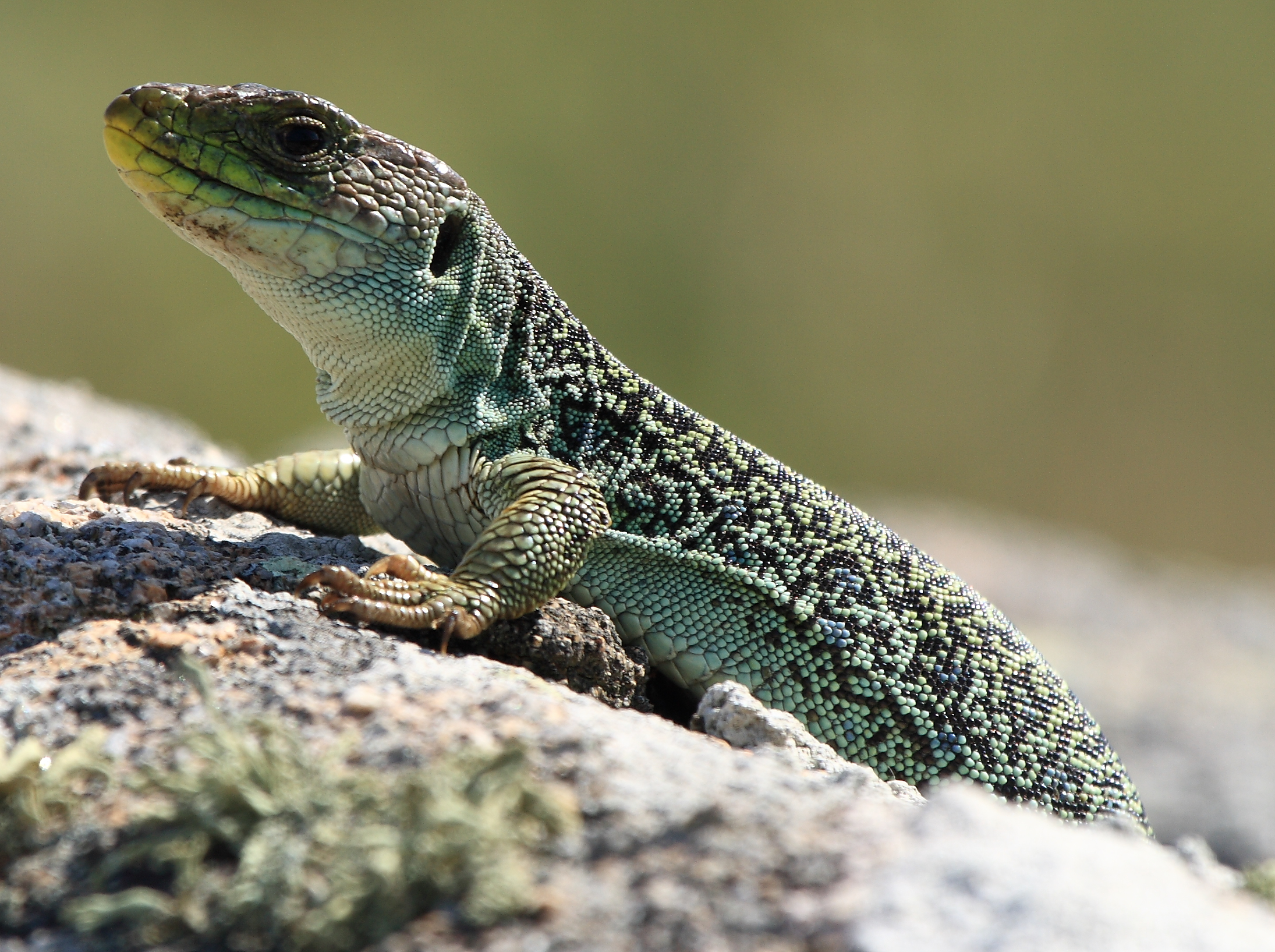
Lagarto ocelado, presente en el territorio barraeño.

Sobrevolando la zona se pueden observar grandes rapaces en busca de alimento y que habitan en el parque nacional de Monfragüe, el cual se encuentra a tan sólo 30 km en línea recta, o en las elevaciones principales de la sierra de Gredos, como buitre leonado, buitre negro, águila calzada, busardo ratonero, milano real y milano negro, entre otras.
En las partes más bajas del territorio municipal, existe aprovechamiento de los pastos mediante el pastoreo de cabras, caballos y vacas principalmente. Las zonas más escarpadas de la sierra también eran aprovechadas para el ganado caprino en el pasado, pero con el cese paulatino de éstas actividades, cada vez es más raro ver rebaños de cabras en la zona.
Entre los anfibios y reptiles presentes en la zona destacan diferentes tipos de sapos, la culebra bastarda, el lagarto ocelado, varios tipos de lagartijas y la salamanquesa común.
El grupo con mayor diversidad, sin duda, es el de las aves. Las especies más comunes son el pinzón vulgar, el herrerillo, el verdecillo, el rabilargo, el zorzal charlo, la totovía, la cogujada montesina, el cuco, agateador común, el alcaudón común, el estornino negro, el carbonero común, el jilguero, el pardillo común, el gorrión común y como invernante la paloma torcaz; también pueden encontrarse perdices y codornices Cigüeña Blanca y rapaces nocturnas como el cárabo y el autillo o la lechuza, así como diversas especies que cazan en estas zonas, entre ellas el águila calzada, el águila perdicera, el ratonero común, el halcón peregrino, milanos, buitres y el cernícalo.
Entre los mamíferos se pueden citar los topillos, tejones, meloncillos, linces, liebres, jabalíes, musarañas, comadrejas, ratones de campo, erizo común, jabalíes, zorros, liebre, conejo y corzos.

## Historia

### Prehistoria

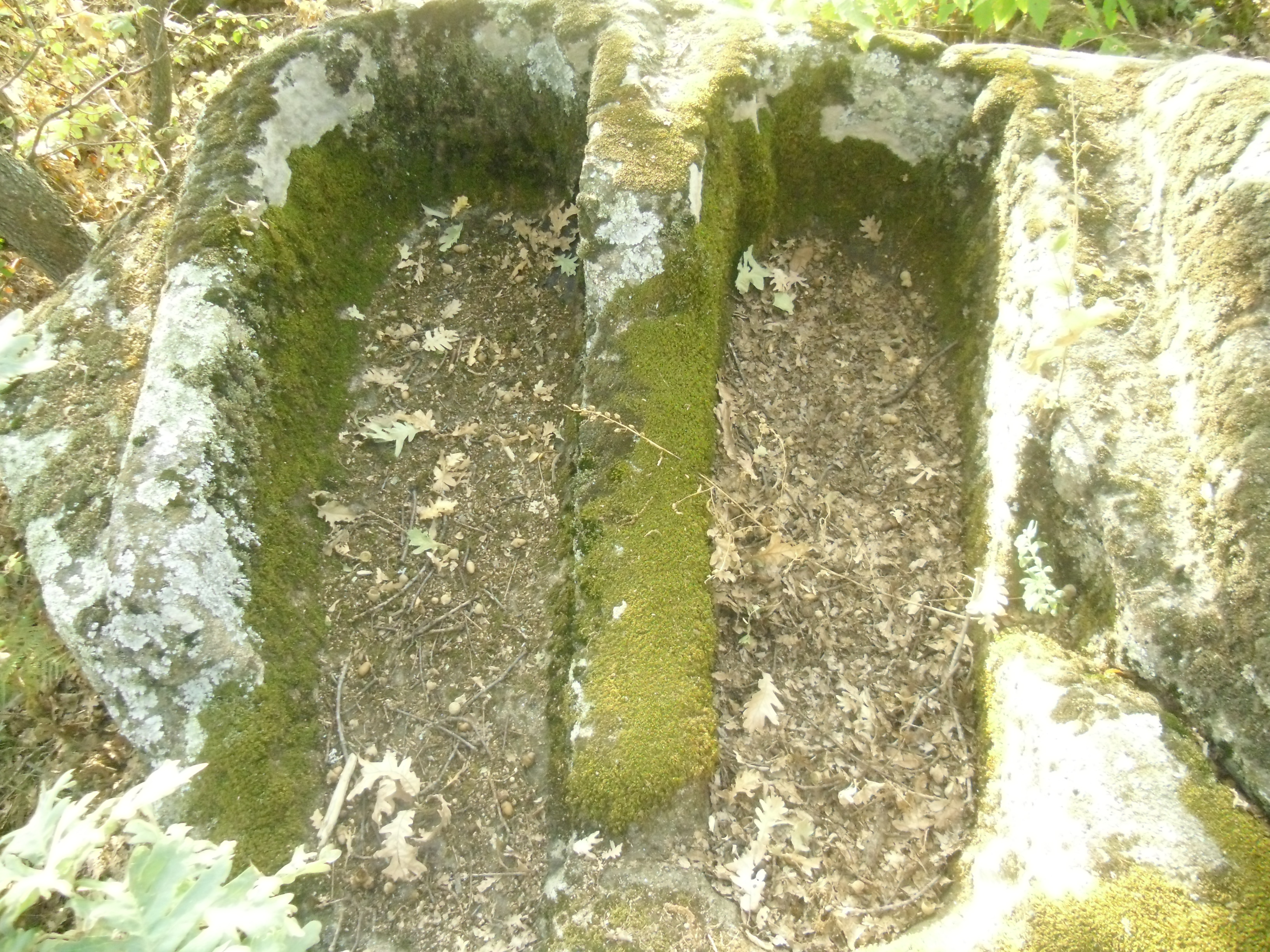
Tumba vettona de "Los Amantes", en el municipio de Barrado

El valle que forma la garganta del Obispo estuvo poblado desde muy antiguo, puesto que en las cercanías dentro del terreno municipal se hallan diversos castros vetones donde aún se pueden encontrar vestigios de su importancia, observándose a su alrededor diversas pilas, dinteles y tapaderas de tumbas, además de encontrarse 4 hornos de la época, dos de cerámica y dos de hierro, en los que aún se puede apreciar las mezclas del hierro por lo rojizo encontrado en diversas pilas.
De la época vetona a unos 300 metros del castro también hay numerosas tumbas en piedras en el llamado cerro de las Pilas, llamado así por las numerosas pilas que aparecen en las piedras, debido al uso que tenían en épocas vetonas para moler trigo, cebada, etc. En este paraje cercano a Gargüera, solo tres de las tumbas pueden verse hoy, debido a que las demás han sido tapadas por las malezas. Una de singular peculiaridad es la tumba llamada de "los amantes", ya que son dos tumbas unidas en una gran piedra. No obstante, hasta la fecha no se ha hallado ningún verraco dentro del término municipal.

### Edad Antigua
De la Edad Antigua han quedado en el territorio barraeño numerosos restos romanos, como tumbas y aras votivas. Sobre todo se presentan en el paraje conocido como Los Arroyos. Del mismo modo, se ha hallado en su territorio una pizarra que data de la época visigoda, la llamada Pizarra del Barrado, en la que se habla de costumbres agrícolas, leyes, localidades y caminos aún existentes en la actualidad y que unían la población de Tejeda del Tiétar con el valle del Jerte.

### Edad Media

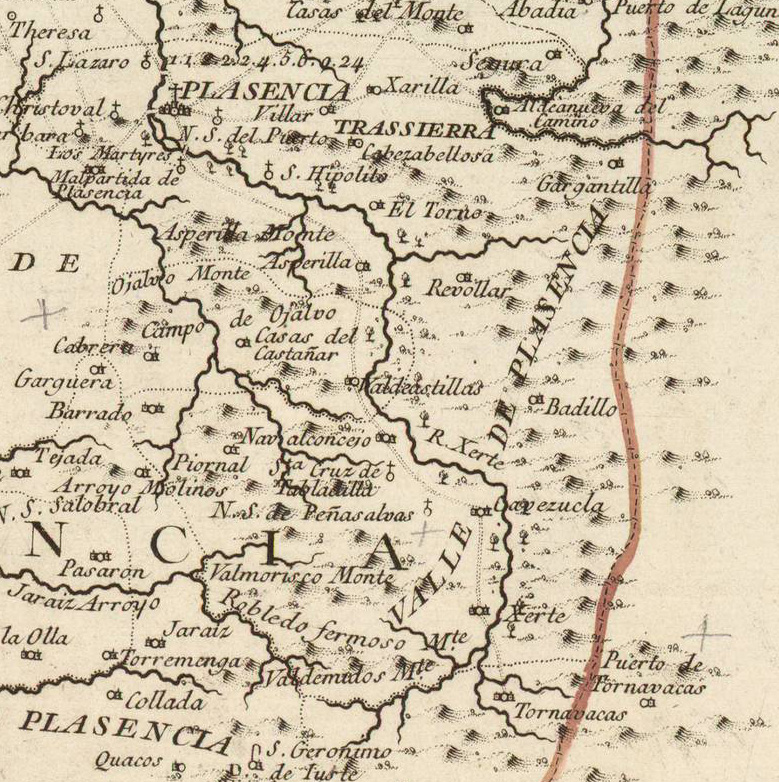
Mapa de 1766 que muestra diversas localidades del norte de Extremadura, entre ellas Barrado.

Varios parajes de Barrado aparecen mencionados en el Libro de la Montería de Alfonso XI, como son las Angosturas y el puerto del Rabanillo, los cuales se citan como buenos lugares para la caza de osos y jabalís.
Sabemos que en su forma actual Barrado surgió como núcleo pastoril, probablemente aprovechando uno de esos asentamientos anteriores. Fueron cabreros de Piornal los que se establecieron definitivamente para aprovechar los pastos que producen estos pequeños valles.
En documentos de la ciudad de Plasencia, Barrado aparece mencionado en el año 1464 como un barrio y sus moradores como vecinos de Piornal, pero solo treinta años después, en 1494 ya se habla de él como entidad independiente, contando en ese momento con 55 vecinos pecheros, con lo que se puede cifrar aproximadamente la población en unas 250 personas en ese momento.
Por esas mismas fechas debió delimitarse el actual término municipal, desgajándolo de los de Gargüera y Piornal, puesto que los límites entre ambos municipios discurrían unos cientos de metros al sur del núcleo urbano y aún son visibles los mojones que delimitaban dichos municipios.
Fue repoblado con gentes venidas de Asturias, dejando el bable una notable impronta aún hoy visible en la forma de hablar de los barraeños, con numerosos vocablos propios, que no aparecen en las localidades cercanas.
Barrado formó parte de la comunidad de ciudad y tierra de Plasencia. Por haber pertenecido a Piornal en sus orígenes, formaba parte de la subdivisión noroccidental conocida como la sexmería del Valle y Transierra, que en general abarcaba los pueblos del valle del Jerte más la Transierra de Plasencia, refiriéndose esta última a los pueblos ubicados al oeste de los montes de Traslasierra y este de la Vía de la Plata. Este es el origen histórico de que este municipio no forme actualmente parte de la mancomunidad de La Vera, pese a hallarse más en dicho entorno geográfico que en el valle del Jerte.

### Edad Moderna

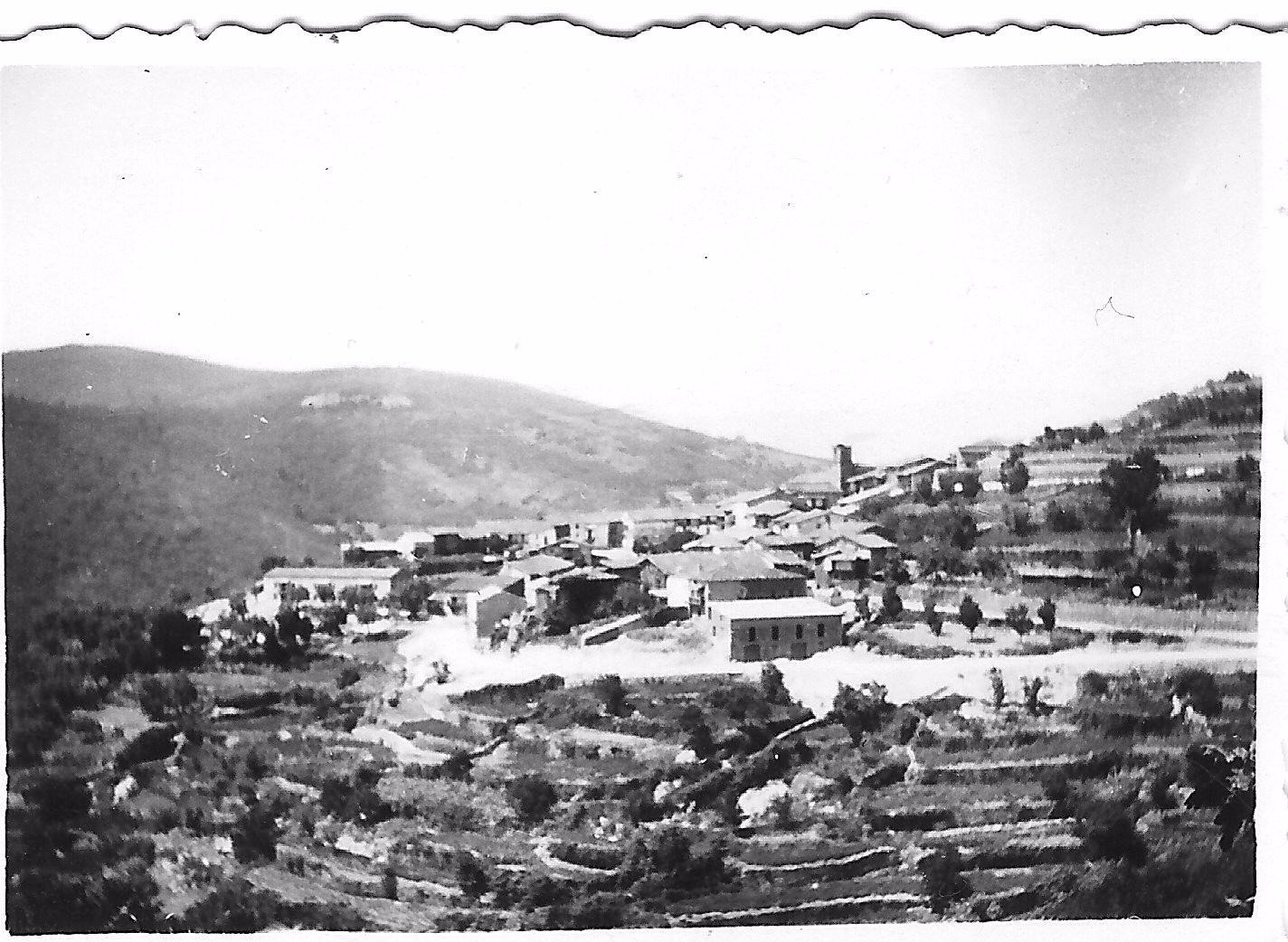
Vista general de Barrado a comienzos del

Según el censo de Pecheros de 1528, en el lugar vivían 77 pecheros, equivalente a unos trescientos habitantes. En el Censo de la Corona de Castilla de 1591, ya había 90 familias viviendo en Barrado.
Adquirió el título de villa de señorío antes de 1730 y el 12 de febrero de 1753 aparece vinculada a Antonio Díaz de Vargas Coronel Tamayo y Rosa, vecino de Badajoz. Siendo la única población serrana del valle del Jerte que tiene esa distinción.

### Edad Contemporánea

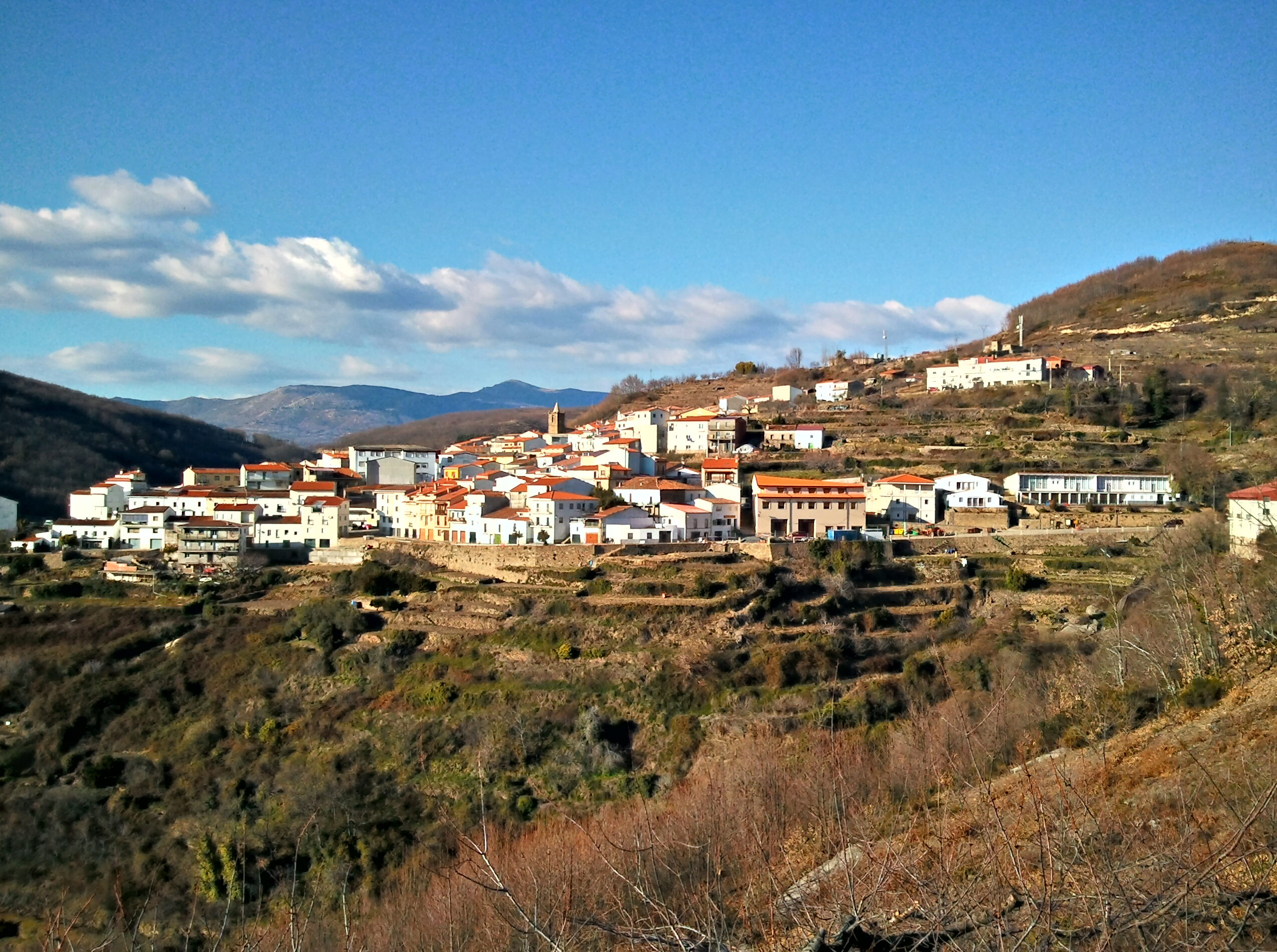
Barrado desde la fuente de los Chaparejos.

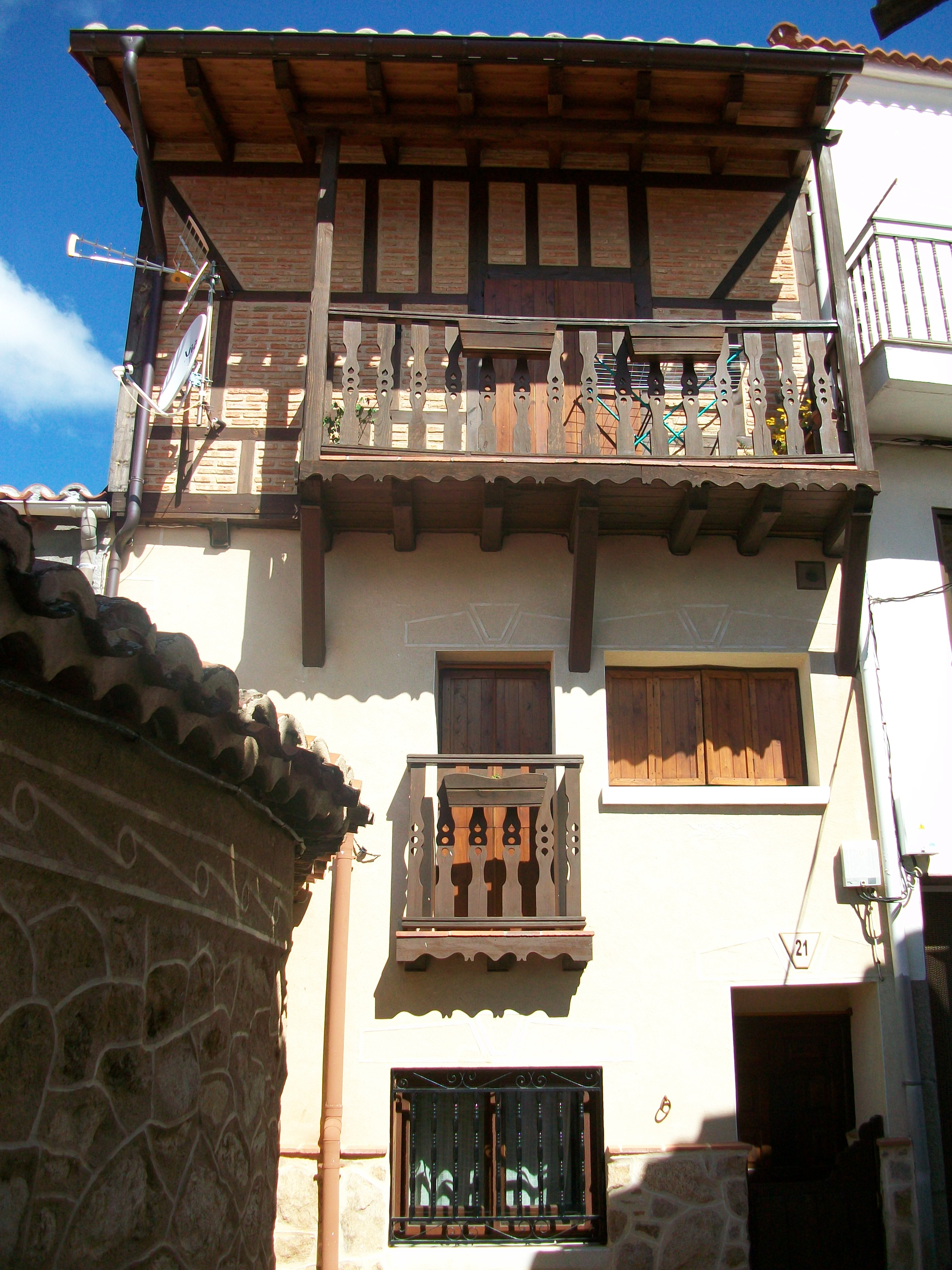
Casa típica de Barrado.

En 1795 aparece mencionado como villa de señorío secular, es decir, que los habitantes eran súbditos del señor y propietario, a la vez.
Fue incendiado por los franceses durante la Guerra de la Independencia en el año 1809.
En 1823, el rey Fernando VII convertiría el señorío de Barrado en vizcondado, nombrando vizconde de Barrado a Calixto Payáns y Vargas, Marqués de la Constancia, promotor en Plasencia del colegio de San Calixto y el colegio para niñas huérfanas, convertido hoy en el Campus de la Universidad de Extremadura en Plasencia.
A la caída del Antiguo Régimen, la localidad se constituyó en municipio constitucional en la región de Extremadura, entonces conocido como "El Barrado". Desde 1834 quedó integrado en el partido judicial de Plasencia. En el censo de 1842 contaba con 100 hogares y 550 habitantes.
El diccionario de Madoz de 1849 describe el municipio recién creado en los siguientes términos:

BARRADO (EL): Villa con ayuntamiento en la provincia y audiencia territorial de Cáceres (17 leg.), partido judicial y diócesis de Plasencia (4), capitanía general de Estremadura (Badajoz, 32): SIT. a la falda de una sierra áspera y escabrosa mirando al poniente en el territorio que se llama la Vera de Plasencia, está cercado de mucho canchal y monte de roble; le baten los aires de E y O, y es de CLIMA sano; tiene 120 CASAS de un solo piso y de mediana construcción de piedra y barro, la de ayuntamiento que también sirve de cárcel y la iglesia parroquial con paredes de piedra: en las afueras hay muchas fuentes de buenas aguas que como país de sierra, brotan por todas partes. Confina el TÉRM. con Gargüera, Arroyo-Molinos, Piornal y Casas del Castañar, en distancia de 1/4 leguas próximamente por lodos los puntos, y comprende 1107 fanegas de tierra de las cuales se cultivan solamente 60 en granos, sembrándose 15 cada año y quedando en descanso las 45 restantes: se emplean además 75 en legumbres, 45 en hortaliza y frutas, 20 en patatas y nabos, 16 en lino, 30 en viñas, olivos, higueras y morales; 5 en olivos sueltos, 6 en pastos, quedando todas las restantes del terreno ocupadas por robles, castaños y bosques de maleza y matorrales que no permiten ningún género de cultivo; le riega con curso perenne la garganta de Gargüera que baja desde el Piornal; el TERRENO es escabroso y áspero, dominando al pueblo una sierra que lleva su mismo nombre; los CAMINOS incómodos y casi intransitables; el CORREO se recibe en Plasencia por balijero; PROD.: pimiento, castañas, frutas, legumbres, vino, aceite, seda y algún centeno; se mantiene ganado vacuno, cabrío y de cerda , que se ceba con la castaña, y se cria mucha caza mayor y menor; IND.: 3 molinos harineros y uno de aceite; COMERCIO: venta de la seda y demás frutos, e importación de cereales; POBL: 100 vec, 547 alm.; CAP. PROD.: 1.084,500 rs.; IMP. ; 54,225; CONTR.: 8,240 5.

A lo largo del siglo siguiente, el pueblo se mantuvo como un asentamiento agrícola de montaña, que llegó a prosperar demográficamente, superando los novecientos habitantes en los censos de 1950 y 1960. Sin embargo, a partir de ahí se vio muy gravemente afectado por el éxodo rural que afectó a la mayor parte de Extremadura, al impedir su terreno montañoso el desarrollo de la industria: a finales del siglo XX pasó a tener tan solo quinientos habitantes, y a lo largo del siglo XXI se ha situado ya en poco más de trescientos, lo que ha supuesto una pérdida de casi dos tercios de la población que llegó a tener.
Para intentar frenar el éxodo rural, se han desarrollado iniciativas en el ámbito privado, como la creación de una cooperativa agrícola y varios establecimientos de turismo rural, que han servido para ralentizar la pérdida de población pero no han conseguido frenarla. En el ámbito público, desde 1992 la Junta de Extremadura comenzó a trabajar en una infraestructura ambiciosa para mejorar las comunicaciones de la zona: la carretera EX-213, que pretendía unir La Vera con el valle del Jerte y posteriormente el valle del Ambroz, salvando de la forma más aceptable posible las montañas de parte más baja del valle jertense, hasta entonces comunicadas por caminos rurales. El primer tramo que sale de La Vera se completó en 2002 y el tramo que atraviesa Barrado se desarrolló en 2007. El estallido de la burbuja inmobiliaria en 2008 llevó a que la obra se parase en 2012 entre Casas del Castañar y Cabrero; esto sigue obligando a los vecinos de Barrado a usar caminos rurales para conectarse con la carretera N-110, pese a que mejorar las infraestructuras sigue siendo urgente para frenar la continua pérdida de población.
La despoblación ha llevado a situaciones peculiares en las elecciones municipales del Ayuntamiento de Barrado, que han hecho al pueblo conocido en la prensa regional. En 1979 y 1987 no se celebraron elecciones porque solamente se presentó un partido candidato, el PSOE, que obtuvo los siete puestos de concejal. Décadas después, la ajustada competencia bipartidista del PSOE con el PP llevó a que en 2007 y 2015 se eligiera al alcalde por sorteo, al empatar ambos partidos a puntos en las dos elecciones. Estuvo a punto de ocurrir lo mismo en 2011 y 2023, cuando el PP ganó respectivamente por tan solo dos y tres votos.

## Demografía
Barrado cuenta con una población de 382 habitantes (INE 2024).
| Gráfica de evolución demográfica de Barrado entre 1842 y 2021 |
| |
| Población de derecho según los censos de población del INE Población de hecho según los censos de población del INEEn este censo se denominaba El Barrado: 1842. |

Calle Real, en Barrado.

Dentro de su término municipal existen dos despoblados, por un lado el lugar de  Los Tabares, en el paraje conocido como El Legío (esp. El Egido), que dejó de estar habitado definitivamente en los años 90 y por otro las Casas de las Majás de la Sierra, que eran habitadas en temporadas por cabreros que aprovechaban los pastos de las partes más altas del término municipal, en la linde con Piornal.
Barrado cuenta, además, dos habitantes en diseminado. 

### Bienestar social
Según el Atlas Socioeconómico de Extremadura para 2017, Barrado es el 10.º municipio de la provincia de Cáceres, el 20.º de Extremadura y el primero del Valle del Jerte, con mayor índice de bienestar social, después de valorar parámetros como: Nivel socioeconómico, salud, empleo, equipamiento del hogar, oferta de servicios, accesibilidad, participación social y entorno natural.(2017)
Habiendo mejorado sustancialmente desde la publicación del último Atlas Socioeconómico por la Junta de Extremadura, publicado en 2015 y con datos de 2014, donde Barrado se situaba en la misma primera posición entre las poblaciones de su comarca, entre las diez mejores de la provincia de Cáceres, pero habiendo escalado posiciones en el conjunto de la región. En dicho año Barrado ocupaba el puesto número 24, mientras que en el Atlas Socioeconómico de 2017 ocupa la posición número 20.(2014)
Según la misma publicación, la tasa del paro en 2015 en el municipio de Barrado era una de las más bajas de la región, situándose en el 10% de la población activa, en cambio la tasa de paro en 2017 se situó en el 11, de la población activa, pese a ello continúa siendo una de las más bajas de Extremadura, muy por debajo de la media regional.

## Ayuntamiento
El Ayuntamiento de Barrado tiene su casa consistorial en la plaza de España, un pequeño espacio público abierto ubicado unos treinta metros al suroeste de la iglesia de San Sebastián. Debido al pequeño tamaño del municipio, gran parte de los servicios municipales están delegados a la Mancomunidad del Valle del Jerte, una mancomunidad integral creada en 1991 en la que están asociados once municipios del valle.
En la siguiente tabla se muestran los votos en las elecciones municipales de Barrado, con el número de concejales entre paréntesis, desde las primeras elecciones municipales democráticas:
| Año  | Año | Socialistas              | Populares                 | Otros                    |
| ---- | --- | ------------------------ | ------------------------- | ------------------------ |
| 1979 |     | No hubo elecciones       | No hubo elecciones        | No hubo elecciones       |
| 1983 |     | PSOE: 304 (5)            | AP-PDP-UL: 125 (2)        | No hubo más candidaturas |
| 1987 |     | No hubo elecciones       | No hubo elecciones        | No hubo elecciones       |
| 1991 |     | PSOE: 273 (5)            | No se presentaron         | SIEX: 156 (2)            |
| 1995 |     | PSOE: 277 (6)            | PP: 64 (1)                | No hubo más candidaturas |
| 1999 |     | PSOE: 144 (2)            | PP: 148 (3)               | PREx-CREx: 98 (2)        |
| 2003 |     | PSOE: 205 (4)            | PP: 186 (3)               | No hubo más candidaturas |
| 2007 |     | PSOE: 187 (3)            | PP-EU: 187 (4 por sorteo) | No hubo más candidaturas |
| 2011 |     | PSOE: 169 (3)            | PP-EU: 171 (4)            | No hubo más candidaturas |
| 2015 |     | PSOE: 168 (4 por sorteo) | PP: 168 (3)               | No hubo más candidaturas |
| 2019 |     | PSOE: 171 (4)            | PP: 144 (3)               | No hubo más candidaturas |
| 2023 |     | PSOE: 147 (3)            | PP: 150 (4)               | No hubo más candidaturas |

El municipio ha tenido los siguientes alcaldes desde 1979:
| Periodo   | Nombre                        | Partido |
| --------- | ----------------------------- | ------- |
| 1979-1983 | Agustín Paniagua Fagúndez     | PSOE    |
| 1983-1987 | Agustín Paniagua Fagúndez     | PSOE    |
| 1987-1991 | Agustín Paniagua Fagúndez     | PSOE    |
| 1991-1995 | Agustín Paniagua Fagúndez     | PSOE    |
| 1995-1999 | Agustín Paniagua Fagúndez     | PSOE    |
| 1999-2003 | Modesto Breña Fernández       | PSOE    |
| 2003-2007 | Jaime Díaz Breña              | PSOE    |
| 2007-2011 | Juan José Paniagua Prieto     | PP-EU   |
| 2011-2015 | Juan José Paniagua Prieto     | PP-EU   |
| 2015-2019 | Jaime Díaz Breña              | PSOE    |
| 2019-2023 | Jaime Díaz Breña              | PSOE    |
| 2023-act. | María Sonia Llorente Fagúndez | PP      |

## Economía

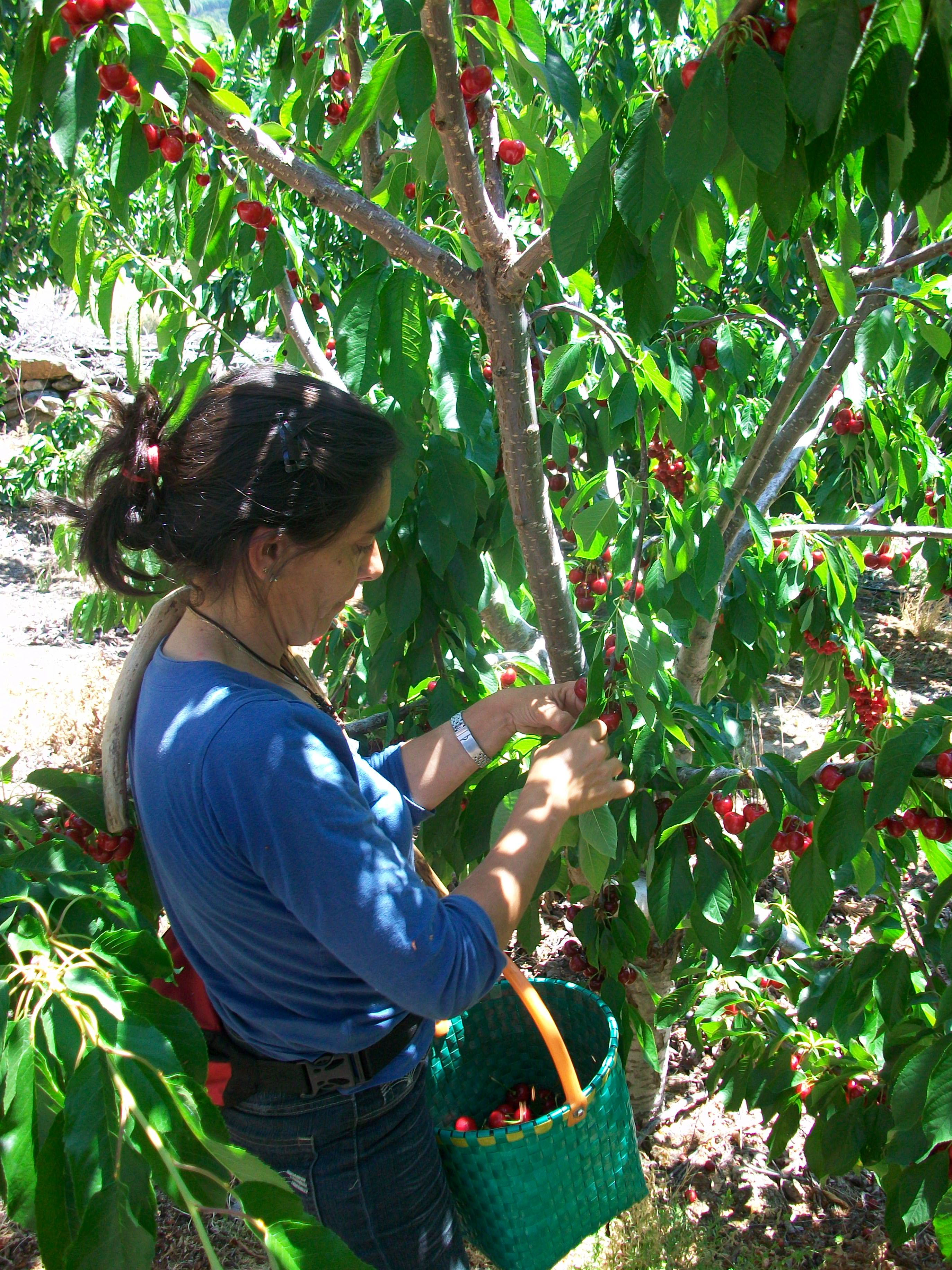
Barraeña recolectando cerezas.

### Sector primario
El sector primario en Barrado se asienta fundamentalmente en la agricultura de alta montaña. Los principales cultivos son las cerezas, que constituyen la base de la economía del municipio y a distancia, pero no con menos importancia se cultivan también aceitunas, castañas e higos. Preponderando mayoritariamente, como se ha dicho, el cultivo del cerezo, sobre todo a partir de la década de los 60, cuando se crea la Cooperativa del Campo de Nuestra Señora del Viso, la cual ha servido para impulsar el desarrollo económico y evitar el éxodo de la población.
La actividad ganadera se centra en los sectores vacuno y caprino. El número de cabezas de ganado vacuno (destinadas a la industria cárnica y en régimen extensivo) ha mantenido tanto su número como su producción a lo largo del tiempo, no así el ganado caprino que ha visto como paulatinamente fue mermado su peso económico y social desde mediados del siglo XX, hasta desaparecer completamente como explotaciones económicas a principios del siglo XXI. Las explotaciones de ganado porcino existentes son exclusivamente familiares y para consumo propio.

### Sector terciario
También tienen una notable importancia el sector servicios y la construcción, así como las empresas del sector servicios, el sector de la repostería y la panadería y la carpintería.
En los últimos años y gracias al desarrollo del turismo rural y de interior en Barrado se han abierto varias casas rurales, que han diversificado la actividad económica de la localidad. También hay en el municipio un campamento juglar.
La Junta de Extremadura tiene en la localidad un Banco de Germoplasma de cerezo.

## Transportes
Carreteras

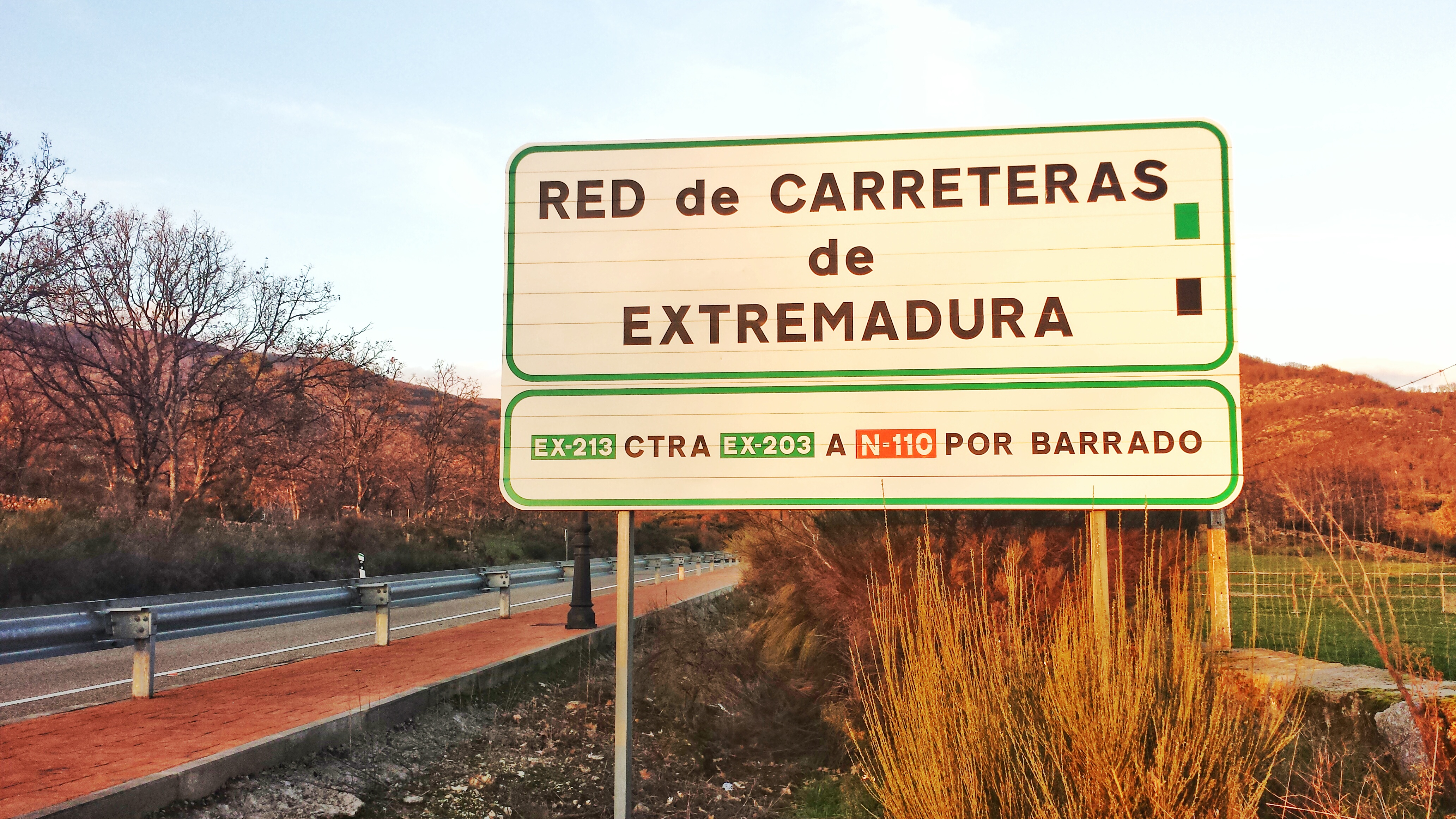
Cartel informativo de la carretera intercomarcal EX-213 en el comienzo de su trazado en Pasarón de la Vera.

Barrado se encuentra comunicado con todas las localidades vecinas. Se encuentra dentro de la ruta de la carretera autonómica EX-213, que une el valle del Jerte con La Vera, atravesando para ello el puerto del Rabanillo. Esta carretera bordea el casco urbano de la villa por el sur y oeste, formando aquí la "avenida de Extremadura", conocida por albergar miradores al valle de la garganta del Obispo. Hacia el sur, la EX-213 lleva hasta la EX-203, carretera principal de La Vera, a través de Arroyomolinos de la Vera y las afueras meridionales de Pasarón de la Vera. Hacia el norte, por el contrario, la EX-213 se interrumpe por el momento en la conurbación de Casas del Castañar y Cabrero, quedando pendiente de construir su acceso a la N-110, carretera principal del valle del Jerte, hacia la cual se debe continuar de momento por carreteras provinciales.
De la EX-213 salen en Barrado dos carreteras secundarias. Al suroeste de la villa, junto a la ermita de Nuestra Señora del Viso, sale la carretera provincial CC-237, que lleva a la EX-203 en las cercanías de Plasencia atravesando Gargüera. Esta carretera provincial sirve como atajo para ir a Plasencia, a la espera de que la EX-213 se una con la N-110, pero su estado no es tan bueno como el de la EX-213, pues la CC-237 carece de arcén en la mayor parte de su recorrido y tiene algunos tramos en mal estado.
La otra carretera secundaria es un camino de montaña, estrecho pero asfaltado, que parte de diversos lugares de la villa y recorre unos 2 km hasta llegar a la carretera provincial CC-243, que une Piornal con las afueras septentrionales de Pasarón de la Vera. La CC-243 se halla en un estado similar a la CC-237.
Transporte público
La villa cuenta con una parada de autobús, ubicada junto a uno de los dos cruces de la avenida de Extremadura con la calle Real. La empresa ALSA opera una línea que une Barrado y Plasencia con parada en Gargüera, que funciona de lunes a viernes con un solo viaje de ida a las nueve de la mañana y otro de vuelta a la una.

## Servicios públicos

### Educación
El colegio público de Barrado forma parte del CRA Riscos de Villavieja, junto con los de Casas del Castañar, Cabrero y Valdastillas.

### Sanidad
El municipio forma parte de la zona de salud de Casas del Castañar dentro del área de salud de Plasencia. Barrado cuenta con un consultorio local en la plaza de España, mientras que el centro de salud de referencia está en Casas del Castañar, a 6 km de distancia.
La farmacia local se encuentra situada en la confluencia de la calle Príncipe con la calle Real.

## Patrimonio

### Patrimonio religioso

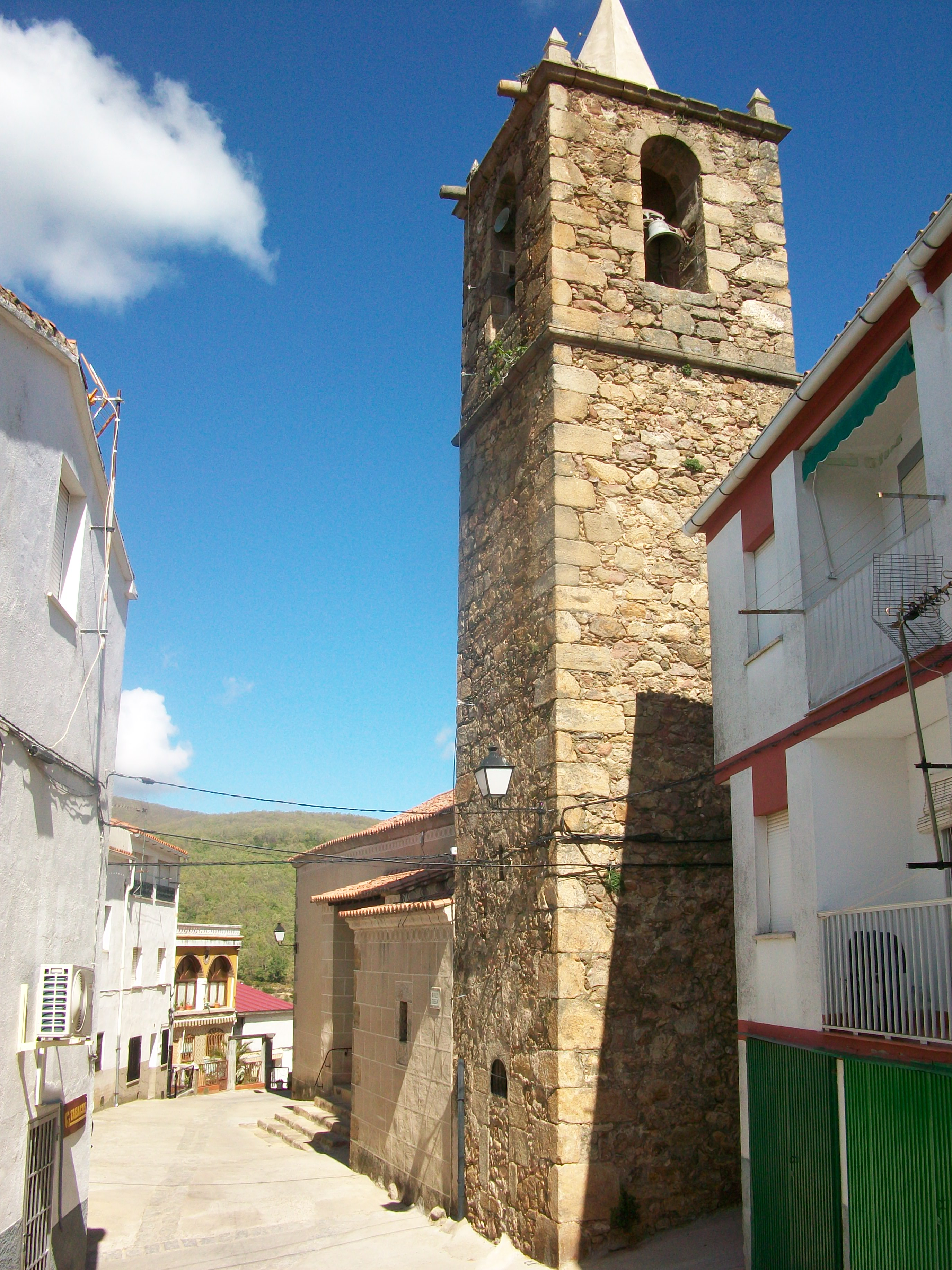
Iglesia parroquial de San Sebastián, vista de la torre.

El principal monumento de la villa es la iglesia parroquial de San Sebastián, ubicada entre callejones a poco más de veinte metros de la plaza de España. Fue construida en el siglo XVI, con notables reformas en el siglo XVIII. En su exterior destacan la portada del lado de la epístola, con arco de medio punto moldurado y pometeado, y el campanario, que es una torre de notable altura coronada por un chapitel con forma de pirámide octogonal. En su interior destaca su retablo mayor, obra de los hermanos de la Inzera Velasco, entalladores y retableros barradeños, autores de numerosos retablos y obras en templos del valle del Jerte y de la Vera.
Otro templo ubicado en el municipio es la ermita de Nuestra Señora del Viso, que se ubica algo más de un kilómetro al sur de la villa, sobre un cerro conocido por sus vistas del curso bajo del río Tiétar. En esta ermita se alberga la imagen de la patrona de la villa, la Virgen del Viso. Por su aspecto, se suele fechar la estructura de la ermita en el siglo XVIII. Cuenta con un retablo mayor destacable, barroco con características del rococó, que también data del siglo XVIII.
En la entrada meridional a la villa por la carretera EX-213, en el conocido como "Alto del Humilladero", se ubica además la ermita del Cristo del Humilladero, en la que se venera la imagen del Cristo del Humilladero, de factura moderna. Se trata de un pequeño edificio de planta cuadrada con un pequeño techado en la entrada principal y con paredes de piedra vista, rematado con una cúpula de ladrillos.
Según el Interrogatorio de la Real Audiencia de Extremadura de 1791, al norte de la villa existía también en aquella época una tercera ermita dedicada al Niño Jesús, desaparecida ya en los documentos del siglo XIX.

### Patrimonio civil
Monumento Luces de la Memoria
Durante el año 2007 el ayuntamiento instaló en la plaza del Llano, un monumento del artista Morán, con el nombre de "Luces de la Memoria" en recuerdo de tres ciudadanos barraeños asesinados durante la guerra civil española: Eloy Muñoz Prieto, Severiano Núñez García y Casimiro Sánchez Núñez. Este monumento consta de un monolito de pizarra negra con tres huecos en memoria tanto de los tres los fallecidos, como de todas las personas represaliadas.
El monumento fue inaugurado el 13 de septiembre de 2008 por Gregorio Peces-Barba.
Lavaderos públicos

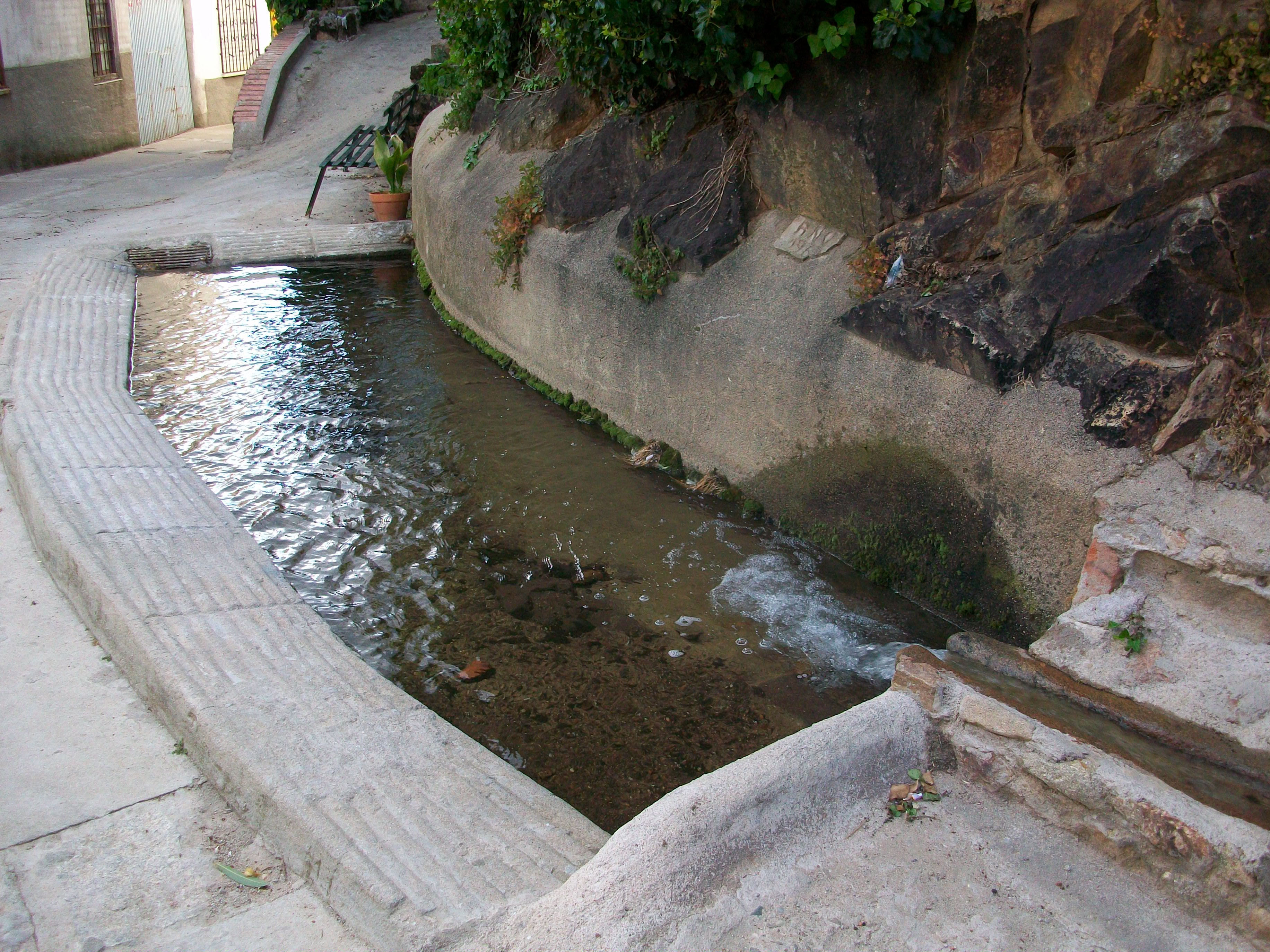
El Chorro, uno de los lavaderos comunales de la villa.

Barrado aún conserva dos de los antiguos lavaderos comunales que tenía la villa. Se trata del lavadero del Chorro, en el este del casco urbano y el de la fuente en el oeste. El resto ha desaparecido.
Se trata de dos lavaderos al aire libre y sin cubierta. En el caso del lavadero del Chorro, el agua procede de la garganta de los Caños y en el de la fuente, de una pequeña vena de agua que mana en el lugar.
El Chorro da nombre a la calle en la que se asienta y a lo largo del tiempo ha ido perdido dimensiones con respecto a las que tenían en el pasado. El lavadero de la fuente está situado a unos cien metros al pie del antiguo camino de Cabrero.
Ambos espacios públicos sirven como recuerdo de las formas de vida pasadas puesto que han perdido la funcionalidad para la que fueron creados, con la aparición de los electrodomésticos. No obstante tienen un alto valor histórico, sentimental y estético para los vecinos.
Un tercer lavadero se situaba en plena garganta de los Caños, a la entrada de la villa, pero con la remodelación del cauce, desapareció.
Fuentes públicas

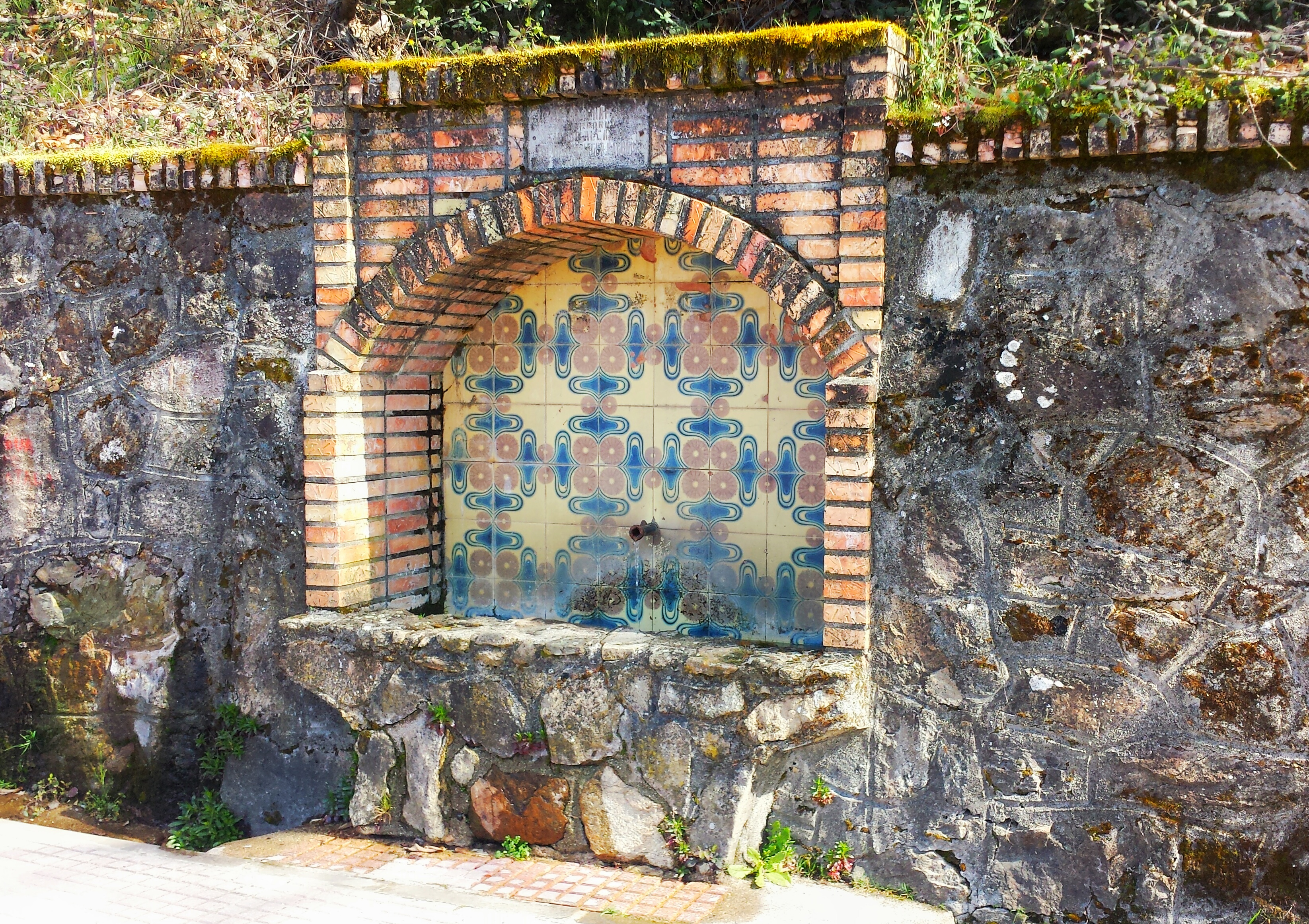
Fuente de los Chaparejos.

Dentro del casco urbano o muy cercano a él, se encuentran una serie de fuentes de agua públicas.
- Fuente de los Caños.
- Fuente del Llano.
- Fuente de los Chaparejos.
- La Juntanilla.
- Fuente de la Flauta.
- La Fuentecilla.

## Cultura

### Biblioteca municipal
Surge en los años 80 del siglo XX de la voluntad popular de contar con una biblioteca en el municipio. Los vecinos de Barrado aportaron libros propios para conformar los primeros fondos y formar así el germen de la futura biblioteca municipal, que se ha ido ampliando con posterioridad. Después de varios traslados y sedes, ocupa ahora la última planta del centro social y cuenta con una respetable cantidad de libros, revistas, libros electrónicos y material audiovisual.

### Asociaciones

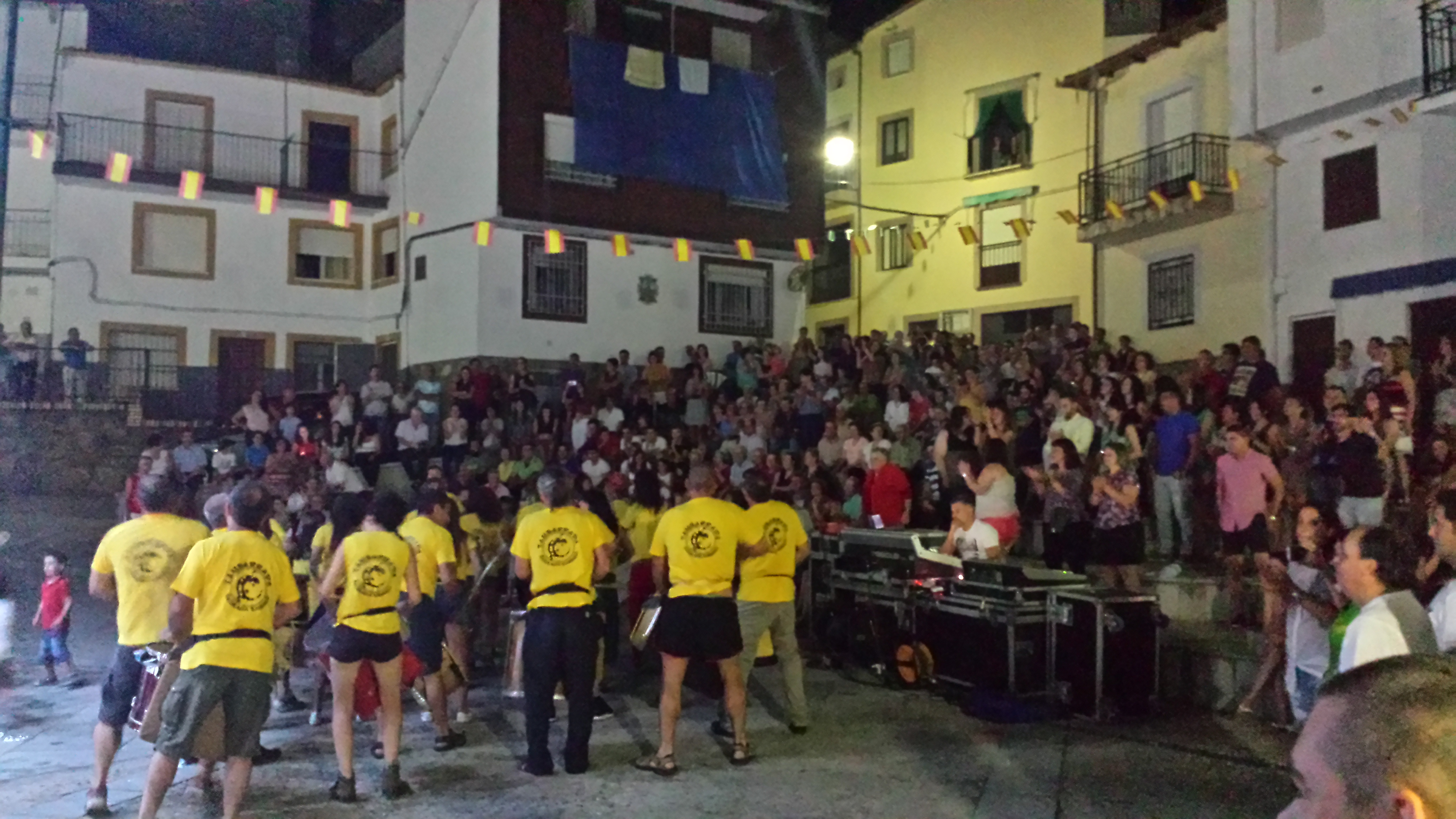
Grupo de batucada "Tambarrada" tocando en Barrado en agosto de 2016

- Asociación cultural "La Cultural". Es la única asociación cultural que como tal existe en la comarca del Valle del Jerte. Tiene un gran peso dentro la vida cultural y lúdica existente en Barrado, por lo numeroso y variado de las actuaciones que llevan a cabo a lo largo del año. Edita la revista de divulgación "El Chorro". Dentro de la asociación cultural "La Cultural" funcionan otros dos grupos de forma semiindependiente:
  - Grupo de teatro amateur.
  - Grupo de batucada "Tambarrada".
- Asociación de mujeres "La Amistad". Es una asociación muy activa que promueve diversos y numerosos cursos, actividades, exposiciones y actos a lo largo del año, en defensa de la mujer y de su valoración como pilar fundamental de la sociedad.
- Asociación de jóvenes.
- Asociación de mayores "San Sebastián".
- Asociación de cazadores "Nuestra Señora del Viso
- Asociación de pescadores
- Asociación de padres y madres de alumnos La Solana
- Asociación de senderismo Andarines Pa'í
- Club de lectura Ratones Coloraos"
- Junta parroquial
- Comunidad de Regantes

### Eventos Culturales
A lo largo del año en Barrado se realizan una serie de eventos culturales. Son los siguientes:

#### Semana Cultural
A lo largo de la primera semana del mes de agosto la asociación cultural La Cultural desarrolla una semana cultural en la que se organizan diversos eventos que tratan de cubrir diversos aspectos culturales, artísticos y de entretenimiento, que van desde representaciones teatrales, presentaciones de libros, exposiciones, rutas de senderismo, conciertos musicales, presentaciones, mercados tradicionales, espectáculos y otros.

#### Recital de poesía
A lo largo de la primavera se organiza un recital de poesía, en el que los vecinos leen en la Casa de Cultura de la localidad diferentes poesías de diversos autores.

#### Pustrón Rock

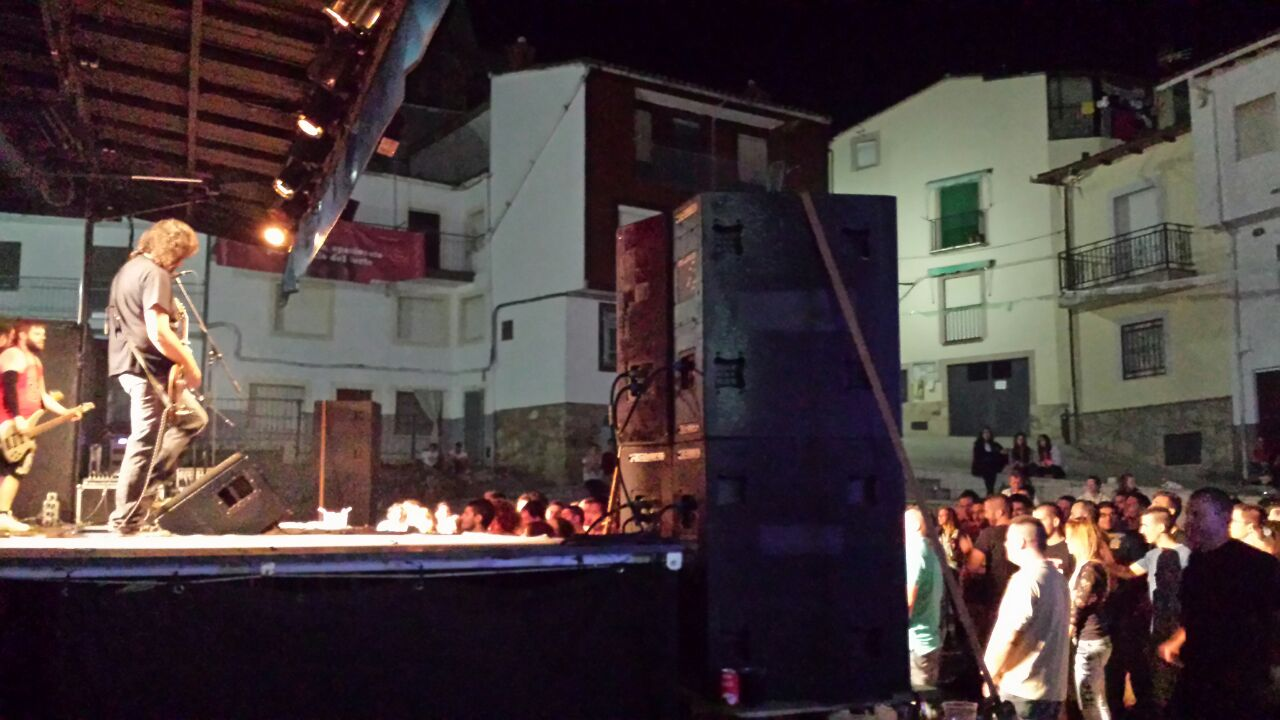
Concierto Pustrón Rock en agosto de 2014.

Se trata de una serie de conciertos de distintos géneros musicales, aunque hay una preferencia por la música rock, el ska, heavy metal y otros estilos musicales alternativos. Tiene lugar durante el mes de agosto en la plaza de España. Las primeras ediciones celebradas tenían lugar antes de las fiestas de verano, pero las últimas se encuadran dentro de las actividades de la Semana Cultural.

#### Abril Clásico
Durante la primavera tiene lugar un concierto de música clásica en el salón de actos de la Casa de Cultura, con la intención de acercar este tipo de música, tanto a un público menos habituado a escucharla, como con la intención de sacarla de los circuitos habituales en los que se interpreta.

## Patrimonio Cultural Inmaterial

### Festividades
En Barrado se celebran las siguientes fiestas:
- San Sebastián, el 20 de enero. Es el patrón de la localidad y anteriormente los festejos duraban varios días, incluyendo el denominado San Sebastián Chico. En la actualidad la festividad se ha reducido a un único día en el que el ayuntamiento convida a una comida a todos los vecinos de la población. En la celebración religiosa y procesión se adorna la imagen del santo con ramas de laurel y dulces tradicionales como roscas y huesillos.
- Carnavales, con concurso de disfraces de grupos.
- El Cerezo en Flor, se celebra a lo largo del mes de marzo. Esta festividad es rotatoria entre todos los municipios del Valle del Jerte, celebrándose la apertura y la clausura en un municipio diferente cada año.
- Semana Santa; Se celebra con procesiones y un tradicional encuentro de la Virgen con Jesús resucitado, en la plaza de la villa.
- San Gregorio, el 9 de mayo; Durante esta festividad, en la que se conmemora que Barrado no se vio afectado por una epidemia de peste. Con motivo de esta festividad se realiza un ramo tradicional con dulces, que acompaña al santo, el cual lleva en la mano un ramillete hecho con cerezas y durante la procesión se cantan unas serie de coplas, que conmemoran su vida. La imagen de San Gregorio, una vez finalizada la procesión, se coloca mirando a diferentes fincas del municipio, a petición de los asistentes, para bendecir sus cosechas y librarlas de las epidemias.
- Corpus Christi. Para esta celebración los vecinos de la villa decoran con pequeños altares muy adornados algunos rincones, ante los que la procesión del Corpus se detiene y reza.
- Cristo del Humilladero, el primer sábado de agosto. Es la principal festividad de la villa, pese a que no son las fiestas patronales, pero el hecho de celebrarse en agosto, cuando gran parte de la población emigrante de Barrado vuelve a la población, la han convertido en la más popular de cuantas se celebran.
- Fiestas de la Virgen del Viso, el 15 de agosto y el 8 de septiembre. En la festividad del 8 de septiembre se celebran también las fiestas de la cooperativa. Se matan varios cerdos y son los propios socios quienes se encargan de elaborar la comida para todo el pueblo. Durante la elaboración de los platos jóvenes y mayores rememoran juegos tradicionales barraeños.

### Tradiciones

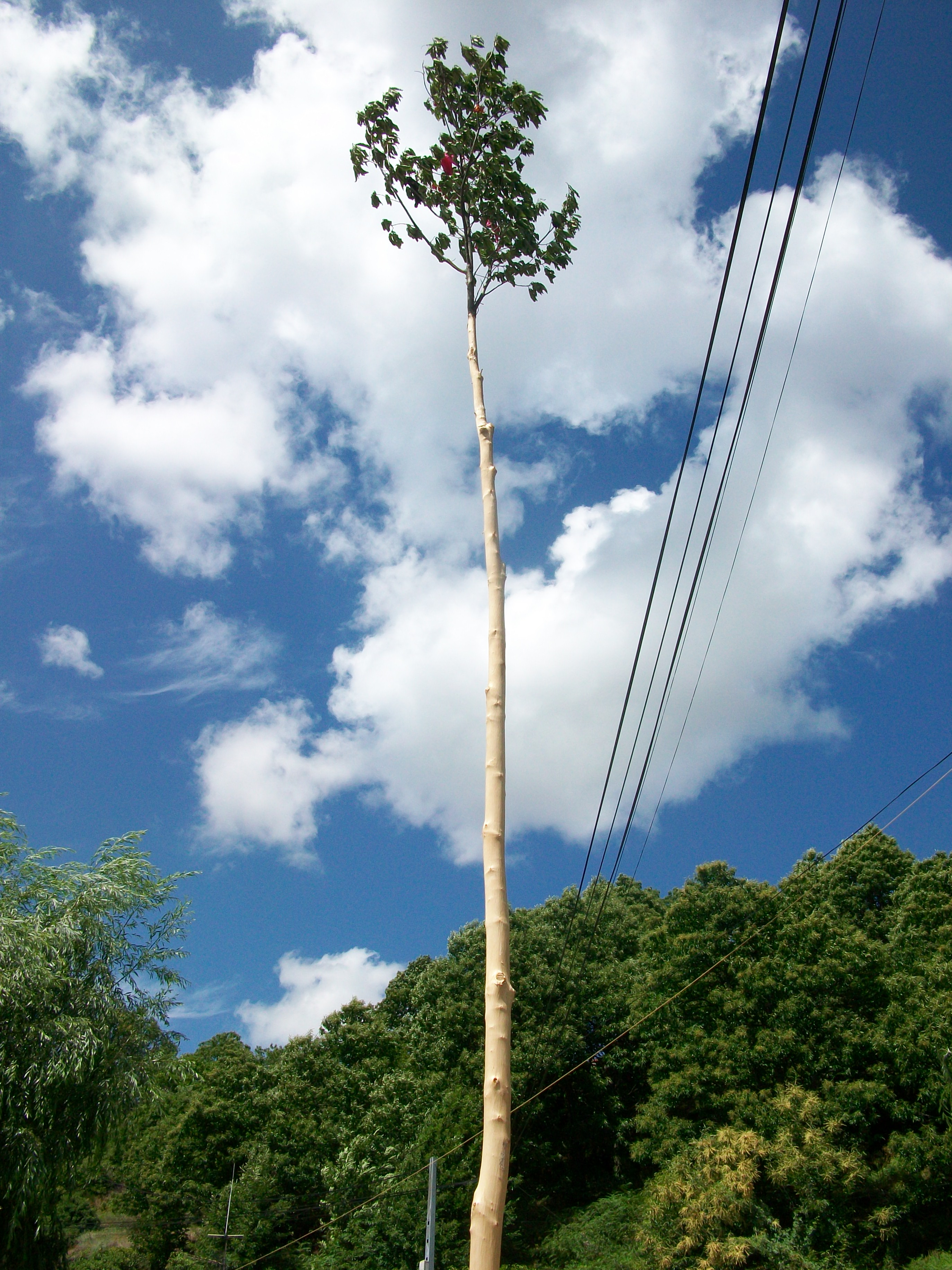
Palo de San Juan del año 2009 en Barrado.

- Alborada de San Sebastián. En la madrugada del 20 de enero, un grupo de personas acompañadas solamente por un tambor, recorren las calles cantando en determinados puntos las conocidas como Alboradas, coplas que rememoran la vida del santo. Después de varias horas el grupo de cantantes finaliza en la casa del alcalde, quien invita a desayunar a los asistentes.
- Palo de San Juan, el 24 de junio; fiesta relacionada con las Festividad de los Mayos, tradicionales en muchos puntos de España y Europa, en la que los jóvenes de la villa alzan un tronco de castaño en un lugar público, dejando las ramas superiores del árbol intactas y adornadas con cintas de colores y flores, de forma muy semejante a como se hace en Renania en Alemania con los Maibrauchtum. A diferencia de otras festividades parecidas en España, el Palo de San Juan no se coloca durante el mes de mayo, sino que, como en muchos pueblos de Baviera con su Maibaum, se yergue la noche de San Juan. No hay que confundirlo con una cucaña. Tradicionalmente el palo pertenece a los quintos y permanece en su lugar desde la noche de San Juan hasta la de San Pedro, tres días después.
- Echar la paja. A lo largo de la noche de San Juan y una vez puesto el palo, los solteros roban paja de algún pajar de la localidad y la reparten por las puertas de las chicas solteras de Barrado, sin importar la edad, quienes a la mañana siguiente tienen que barrer la puerta antes de que salga el sol.
- Día de la Merendilla. El Domingo de Resurrección la gente en grupos familiares o de amigos va a comer al campo y a pasar allí el día.
- Día de los Calbotes. Se celebra el uno de noviembre y es tradición ir al campo a asar los tradicionales calbotes.
- La matanza del cerdo. Tiene lugar desde el mes de noviembre hasta el mes de febrero.

### Lengua

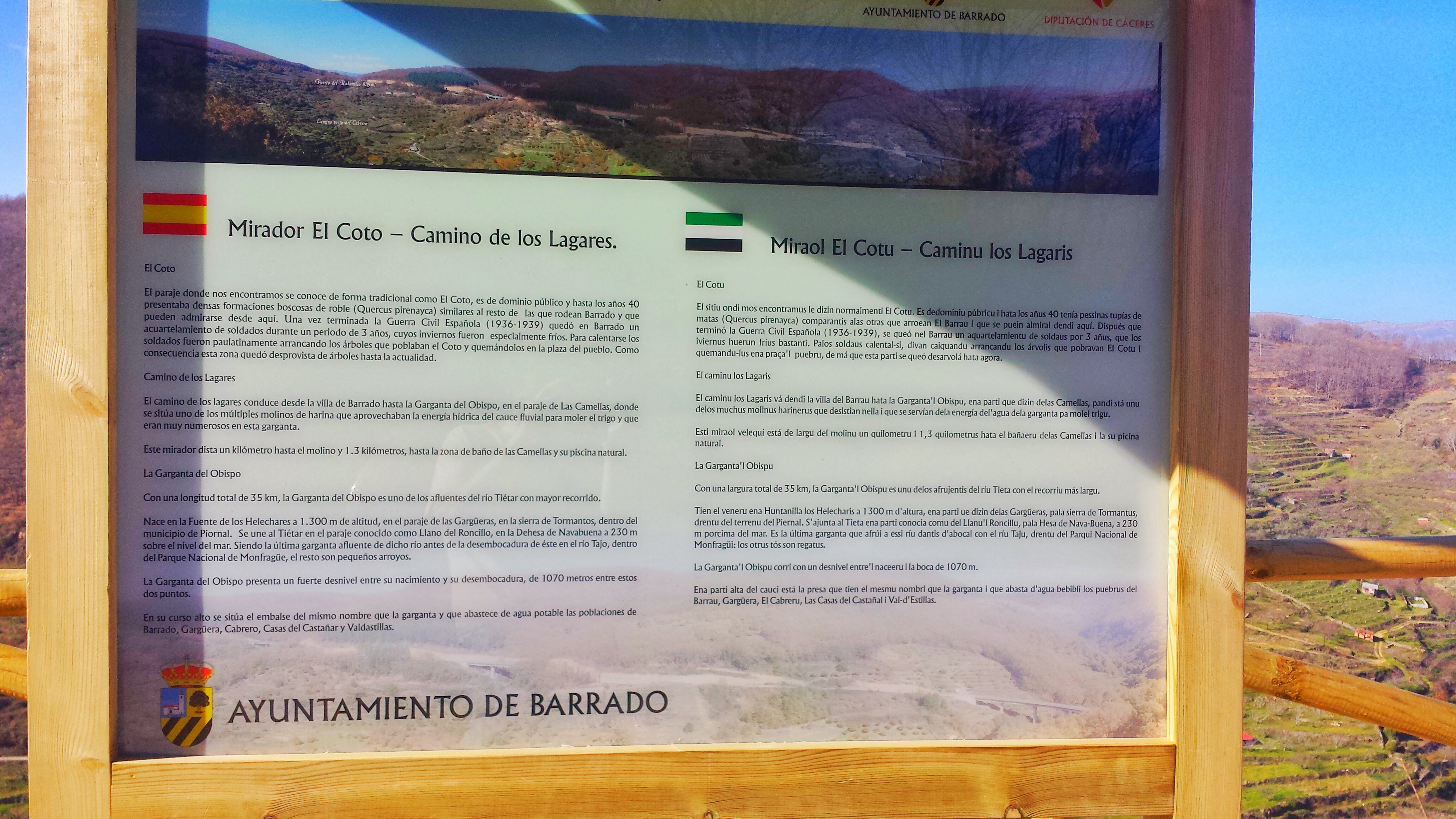
Cartel bilingüe español-extremeño.

En Barrado aún se conservan algunos rasgos del extremeño (castúo), sobre todo entre los hablantes de mayor edad, así como una gran cantidad de vocabulario y expresiones, que en ocasiones no son compartidos por los pueblos vecinos. Pese a ello, dichos rasgos del idioma extremeño en Barrado no son tan marcados como pueden serlo en otros pueblos cercanos como Piornal o Valdastillas, especialmente la prosodia o la entonación, pero aún perviven y gozan de gran vitalidad. 
El vocabulario extremeño se mantiene con fuerza sobre todo en tres campos semánticos: los nombres personales, motes tradicionales y las denominaciones comunes de los parajes de la localidad. Así encontramos los parajes de la Fernea, la Juntanilla, las Baronguillas, las Maharromillas, las Aldigüelas, los Chauchalis, el Lejío, etc.
Esto se debe a que la villa fue repoblada con asturianos durante el medievo y aún es posible detectar restos del Asturleonés entre sus habitantes, como pueden ser el cierre de las vocales, especialmente la -e, formas de perfecto fuerte de la tercera persona del plural análogas con la tercera del singular: hizun, trajun. El artículo aparece antepuesto al posesivo: el mi hermano, la mi casa. Terminación general y diminutivo en -inu: muchachinu, guarrapinu. Terminaciones verbales en -l, cantal juegal. Aspiración de F- inicial latina en j, hocino, hocico, hundeal, Cambio de -f por -c, Celipi... y otros rasgos.

### Gastronomía
La gastronomía de Barrado está basada en la dieta mediterránea según los productos típicos de la tierra. Hay productos de origen romano como el aceite de oliva, vinos y licores caseros, como la gloria que antiguamente se ofrecía sólo a las mujeres. Junto a estos los hay de origen semítico como dulces de sartén, arropes, puchas y gachas, así como platos de origen pastoril como calderetas de cabrito y ovino. Entre los condimentos de los platos hay cebolla, sal, vinagre, aceite, ajo, laurel y pimentón, entre otros.
La comida cambia a lo largo de las estaciones del año. En invierno hay platos calientes basados en el cerdo y la cabra. Entre comida más fría, para estaciones más calurosas, destacan el gazpacho y las ensaladas. Entre los dulces destacan cañas, roscas, rosas, turillos y huesillos, entre otros. El pan es importante y con el mismo se hacen distintos tipos de sopas y sapillos. Es conocida también la ensalada de pimientos asados, y la de tomates conocida como pisto, y en varias ensaladas se utilizan plantas de regatos limpios, llamadas pamplinas en Barrado.

## Deporte
El municipio cuenta con un gimnasio acondicionado, así como aparatos de gimnasia para la tercera edad, una pista polideportiva cubierta y campo de fútbol municipal en el Paraje los Viñazos.
En cuanto al senderismo, hay diseñada una ruta de 15 km desde el bosque de robles de La Solana y que pasa al lado del Roble Grande de la Solana y la Casa del Turco, dónde tuvo lugar un célebre episodio con maquis en la zona.

### Eventos Deportivos

#### Maratón BBT Inter-valles
Se trata de una carrera en bicicleta de montaña, entre las comarcas del Valle del Jerte y La Vera, con un recorrido exigente. Tiene lugar durante el mes de agosto.

#### San Silvestre Barraeña
Durante la tarde del 31 de diciembre, se realiza una pequeña carrera alrededor de la villa, en la que una gran parte de los participantes, de todas las edades, corre disfrazado y por diversión.